# برونو كابوكالو
برونو كابوكالو (بالبرتغالية: Bruno Caboclo‏) مواليد 21 سبتمبر 1995، هو لاعب كرة سلة برازيلي بدأ مسيرته الاحترافية في سنة 2013 يلعب مع فريق تورونتو رابتورز في الرابطة الوطنية لكرة السلة ويحمل الرقم 5. يبلغ طوله 6 قدم 9 بوصة (2.1 م).

## فرق لعب لها
- تورونتو رابتورز

## روابط خارجية
- برونو كابوكالو على موقع الاتحاد الدولي لكرة السلة (الإنجليزية)
- برونو كابوكالو على موقع إن بي أي (الإنجليزية)
- برونو كابوكالو على موقع سبورتس رفرنس (الإنجليزية)
- برونو كابوكالو على موقع كرة السلة الأوروبية.كوم (الإنجليزية)
- برونو كابوكالو على موقع إي إس بي إن.كوم (الإنجليزية)
- برونو كابوكالو على موقع ريلجم (الإنجليزية)
- برونو كابوكالو على موقع بروبوليرز (الإنجليزية)
- برونو كابوكالو على موقع سبورتس رفرنس (الإنجليزية)
- برونو كابوكالو على موقع سبورتس رفرنس (الإنجليزية)
- برونو كابوكالو على موقع اللجنة الأولمبية الدولية (الإنجليزية)